# Narciarstwo dowolne na Zimowej Uniwersjadzie 2017
Narciarstwo dowolne na Zimowej Uniwersjadzie 2017 odbyło się w dniach 30 stycznia-8 lutego 2017. Zawodnicy rywalizowali w pięciu konkurencjach - Jazda po muldach, Jazda po muldach podwójnych, Skoki akrobatyczne, skicross oraz w skokach akrobatycznych mieszanych. Te same konkurencje odbyły się zarówno dla mężczyzn jak i kobiet.

## Zestawienie medalistów

### Kobiety
| Data             | Godzina     | Konkurencja                             | Złoto            | Srebro                 | Brąz                  |
| ---------------- | ----------- | --------------------------------------- | ---------------- | ---------------------- | --------------------- |
| 30 stycznia 2017 | 14:00 UTC+6 | Skoki akrobatyczne (szczegóły)          | Zhu Yingying     | Żybek Arapbajewa       | Żanbota Ałdabergenowa |
| 2 lutego 2017    | 13:00 UTC+6 | Jazda po muldach (szczegóły)            | Julija Gałyszewa | Anastasija Pierwuszyna | Katharina Ramsauer    |
| 3 lutego 2017    | 14:00 UTC+6 | Jazda po muldach podwójnych (szczegóły) | Julija Gałyszewa | Jelizawieta Biezgodowa | Katharina Ramsauer    |
| 7 lutego 2017    | 14:00 UTC+6 | Skicross (szczegóły)                    | Anna Antonowa    | Majja Awierjanowa      | Jekatierina Malcewa   |

### Mężczyźni
| Data             | Godzina     | Konkurencja                             | Złoto            | Srebro             | Brąz            |
| ---------------- | ----------- | --------------------------------------- | ---------------- | ------------------ | --------------- |
| 30 stycznia 2017 | 14:00 UTC+6 | Skoki akrobatyczne (szczegóły)          | Li Zhonglin      | Arciom Baszłakou   | Guo Ziming      |
| 2 lutego 2017    | 13:00 UTC+6 | Jazda po muldach (szczegóły)            | Dmitrij Rejcherd | Siergiej Szymbujew | Pawieł Kołmakow |
| 3 lutego 2017    | 14:00 UTC+6 | Jazda po muldach podwójnych (szczegóły) | Dmitrij Rejcherd | Siergiej Szymbujew | Pawieł Kołmakow |
| 7 lutego 2017    | 14:00 UTC+6 | Skicross (szczegóły)                    | Jiří Čech        | Kiriłł Mierienkow  | Enrico Fromm    |

### Drużynowo
| Data             | Godzina     | Konkurencja                             | Złoto         | Srebro  | Brąz     |
| ---------------- | ----------- | --------------------------------------- | ------------- | ------- | -------- |
| 31 stycznia 2017 | 14:00 UTC+6 | Skoki akrobatyczne mieszane (szczegóły) | Kazachstan II | Chiny I | Chiny II |

## Klasyfikacja medalowa
| Miejsce | Państwo    | złoto | srebro | brąz | Razem |
| ------- | ---------- | ----- | ------ | ---- | ----- |
| 1.      | Kazachstan | 5     | 1      | 3    | 9     |
| 2.      | Chiny      | 2     | 1      | 2    | 5     |
| 3.      | Rosja      | 1     | 6      | 1    | 8     |
| 4.      | Czechy     | 1     | 0      | 0    | 1     |
| 5.      | Białoruś   | 0     | 1      | 0    | 1     |
| 6.      | Austria    | 0     | 0      | 2    | 2     |
| 7.      | Szwajcaria | 0     | 0      | 1    | 1     |

## Wyniki

### Kobiety

#### Skoki akrobatyczne
| Miejsce | Zawodniczka           | Reprezentacja   | Nota  |
| ------- | --------------------- | --------------- | ----- |
| złoto   | Zhu Yingying          | Chiny           | 64.09 |
| srebro  | Żybek Arapbajewa      | Kazachstan      | 60.84 |
| brąz    | Żanbota Ałdabergenowa | Kazachstan      | 60.48 |
| 4.      | Wiera Laszkiewicz     | Białoruś        | 50.96 |
| 5.      | Akmarżan Kałmurzajewa | Kazachstan      |       |
| 6.      | Xu Nuo                | Chiny           |       |
| 7.      | Jelena Zajcewa        | Rosja           |       |
| 8.      | Hanna Roslik          | Białoruś        |       |
| 9.      | Elodie Rosa Wallace   | Wielka Brytania |       |

#### Jazda po muldach
| Miejsce | Zawodniczka            | Reprezentacja | Punkty |
| ------- | ---------------------- | ------------- | ------ |
| złoto   | Julija Gałyszewa       | Kazachstan    | 73.80  |
| srebro  | Anastasija Pierwuszyna | Rosja         | 62.13  |
| brąz    | Katharina Ramsauer     | Austria       | 52.05  |
| 4.      | Jelizawieta Biezgodowa | Rosja         | 48.95  |
| 5.      | Tetiana Petrowa        | Ukraina       | 45.17  |
| 6.      | Gina Pfeiffer          | Austria       | 41.03  |
| 7.      | Jekatierina Szafierowa | Rosja         | 22.55  |
| 8.      | Svenja Anna Redeker    | Niemcy        | 17.85  |
| 9.      | Ida-Maria Muilu        | Finlandia     | 6.06   |
| 10.     | Gao Dongxue            | Chiny         | 2.77   |

#### Jazda po muldach podwójnych
| Miejsce | Zawodniczka            | Reprezentacja | Punkty |
| ------- | ---------------------- | ------------- | ------ |
| złoto   | Julija Gałyszewa       | Kazachstan    |        |
| srebro  | Jelizawieta Biezgodowa | Rosja         |        |
| brąz    | Katharina Ramsauer     | Austria       |        |
| 4.      | Anniina Lahti          | Finlandia     |        |
| 5.      | Tetiana Petrowa        | Ukraina       |        |
| 6.      | Svenja Anna Redeker    | Niemcy        |        |
| 7.      | Antonina Diatkina      | Rosja         |        |
| 8.      | Gina Pfeiffer          | Austria       |        |
| 9.      | Anastasija Pierwuszyna | Rosja         |        |
| 10.     | Nicoline Schönhofer    | Austria       |        |

#### Skicross
| Miejsce | Zawodniczka          | Reprezentacja     | Punkty |
| ------- | -------------------- | ----------------- | ------ |
| złoto   | Anna Antonowa        | Rosja             |        |
| srebro  | Majja Awierjanowa    | Rosja             |        |
| brąz    | Jekatierina Malcewa  | Rosja             |        |
| 4.      | Zoé Cheli            | Szwajcaria        |        |
| 5.      | Jelizawieta Safonowa | Rosja             |        |
| 6.      | Vanessa Frey         | Niemcy            |        |
| 7.      | Leta McNatt          | Stany Zjednoczone |        |
| 8.      | Ajżan Sapijanowa     | Kazachstan        |        |
| 9.      | Julia Marino         | Paragwaj          |        |

### Mężczyźni

#### Skoki akrobatyczne
| Miejsce | Zawodniczka      | Reprezentacja    | Nota  |
| ------- | ---------------- | ---------------- | ----- |
| złoto   | Li Zhonglin      | Chiny            | 97.99 |
| srebro  | Arciom Baszłakou | Białoruś         | 90.94 |
| brąz    | Guo Ziming       | Chiny            | 86.31 |
| 4.      | Shi Haitao       | Chiny            | 85.68 |
| 5.      | Maksim Truszkin  | Rosja            | 73.08 |
| 6.      | Radmir Gariejew  | Rosja            | 33.93 |
| 7.      | Kim Namjeen      | Korea Południowa |       |
| 8.      | Bagłan Yngkärbek | Kazachstan       |       |
| 9.      | Sun Jiaxu        | Chiny            |       |
| 10.     | Lew Siwienkow    | Rosja            |       |

#### Jazda po muldach
| Miejsce | Zawodniczka          | Reprezentacja | Punkty |
| ------- | -------------------- | ------------- | ------ |
| złoto   | Dmitrij Rejcherd     | Kazachstan    | 79.94  |
| srebro  | Siergiej Szymbujew   | Rosja         | 79.11  |
| brąz    | Pawieł Kołmakow      | Kazachstan    | 76.95  |
| 4.      | Yohann Seigneur      | Francja       | 76.11  |
| 5.      | Jewgienij Giedrowicz | Rosja         | 69.40  |
| 6.      | Gieorgij Gatiłow     | Rosja         | 64.30  |
| 7.      | Daniel Honzig        | Czechy        | 54.15  |
| 8.      | Władisław Gusiew     | Rosja         | 52.50  |
| 9.      | Wu Guangjiu          | Chiny         | 41.23  |
| 10.     | Andrij Łebedyk       | Ukraina       | 34.47  |

#### Jazda po muldach podwójnych
| Miejsce | Zawodniczka          | Reprezentacja | Punkty |
| ------- | -------------------- | ------------- | ------ |
| złoto   | Dmitrij Rejcherd     | Kazachstan    |        |
| srebro  | Siergiej Szymbujew   | Rosja         |        |
| brąz    | Pawieł Kołmakow      | Kazachstan    |        |
| 4.      | Jewgienij Giedrowicz | Rosja         |        |
| 5.      | Yohann Seigneur      | Francja       |        |
| 6.      | Daniel Honzig        | Czechy        |        |
| 7.      | Clément Cabrol       | Francja       |        |
| 8.      | Władisław Gusiew     | Rosja         |        |
| 9.      | Aleksandr Gebert     | Kazachstan    |        |
| 10.     | Konstantin Gorłaczow | Kazachstan    |        |

#### Skicross
| Miejsce | Zawodniczka       | Reprezentacja | Punkty |
| ------- | ----------------- | ------------- | ------ |
| złoto   | Jiří Čech         | Czechy        |        |
| srebro  | Kiriłł Mierienkow | Rosja         |        |
| brąz    | Enrico Fromm      | Szwajcaria    |        |
| 4.      | Noah Kaech        | Szwajcaria    |        |
| 5.      | Anton Chalemin    | Rosja         |        |
| 6.      | Fabian Huber      | Austria       |        |
| 7.      | Dawit Tediaszwili | Gruzja        |        |
| 8.      | Timothée Henzi    | Szwajcaria    |        |
| 9.      | Riccardo Croese   | Włochy        |        |
| 10.     | Henrich Katrenič  | Słowacja      |        |
| ...     | ...               | ...           | ...    |
| DNS     | Jakub Kłusak      | Polska        |        |
| DNS     | Michał Kłusak     | Polska        |        |

### Drużynowo

#### Skoki akrobatyczne mieszane
| Miejsce | Reprezentacja | Nota   |
| ------- | ------------- | ------ |
| złoto   | Kazachstan II | 167.05 |
| srebro  | Chiny I       | 113.02 |
| brąz    | Chiny II      | 87.77  |
| 4.      | Białoruś      |        |
| 5.      | Rosja         |        |
| 6.      | Kazachstan I  |        |